# Royal Doulton Company
Royal Doulton is een Engelse fabrikant van keramiek en woonaccessoires die werd opgericht in 1815. Het bedrijf opereerde oorspronkelijk in Vauxhall, Londen, en verhuisde later naar Lambeth. In 1882 opende het een fabriek in Burslem, Stoke-on-Trent, in het centrum van het Engelse aardewerk. Vanaf het begin was de ruggengraat van het bedrijf een breed assortiment van gebruiksartikelen, meestal steengoed, waaronder voorraadpotten en dergelijke, en later uitgebreid met afvoerbuizen, toiletten, waterfilters, elektrisch porselein en ander technisch keramiek. Van 1853 tot 1901 waren de artikelen voorzien van het merk Doulton & Co.. In 1901 werd een koninklijk predikaat toegekend en werd de naam aangepast tot Royal Doulton.